# Der Hobbit

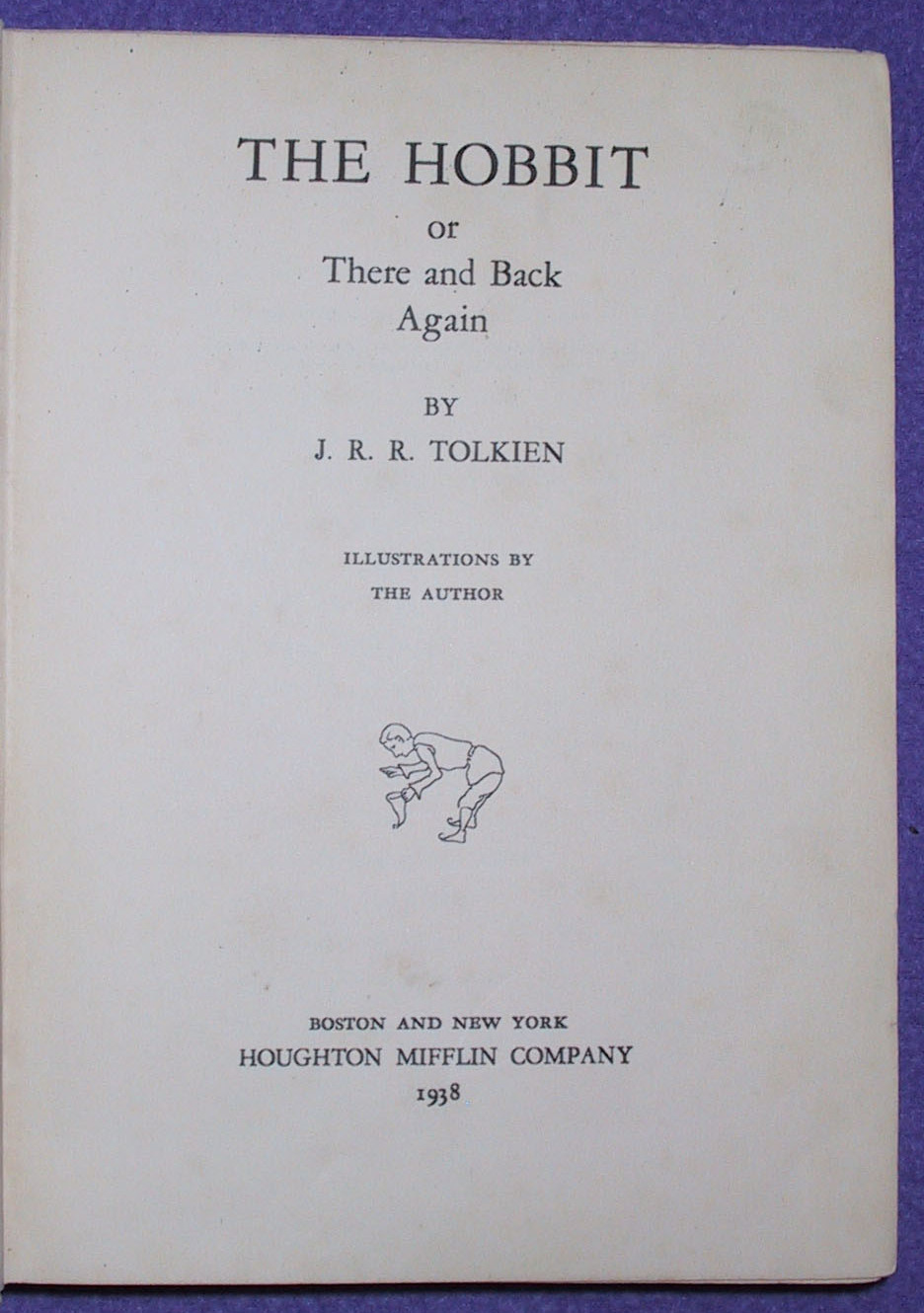
The Hobbit – Titelseite der ersten amerikanischen Ausgabe

Der Hobbit oder Hin und zurück (englischer Originaltitel: The Hobbit or There and Back Again) ist ein Fantasyroman für Kinder von J. R. R. Tolkien, den er zwischen 1930 (oder 1931) und 1936 schrieb und der erstmals am 21. September 1937 im Verlag George Allen & Unwin erschien. Er wurde später durch den Roman Der Herr der Ringe ergänzt. Das Werk wurde zuerst 1957 von Walter Scherf unter dem Titel Der kleine Hobbit (zunächst: Kleiner Hobbit und der große Zauberer) ins Deutsche übersetzt. Die Übersetzung von Wolfgang Krege aus dem Jahr 1997 verwendet als Titel die Übersetzung des Originaltitels.
Den Hintergrund für diese beiden phantastischen Werke bildet die von Tolkien erdachte Mythologie (siehe Tolkiens Welt). Der Hobbit war ursprünglich als Geschichte für Tolkiens eigene Kinder konzipiert. Nach der Veröffentlichung des Herrn der Ringe nahm Tolkien am Hobbit Änderungen vor, vornehmlich um sachliche Widersprüche zu den anderen Werken aufzulösen.

## Handlung
Im idyllischen Auenland im Westen des Kontinents Mittelerde wohnt das menschenähnliche Volk der kleinen, gemütlichen, friedfertigen und sesshaften Hobbits.
Eines Tages tauchen der Zauberer Gandalf und in seinem Gefolge 13 Zwerge (Thorin, Balin, Dwalin, Oin, Glóin, Fili, Kili, Dori, Nori, Ori, Bifur, Bofur und Bombur) in der Wohnhöhle Bilbo Beutlins auf, um bei ihm einzukehren. Dieses Ereignis stellt die bisher wohlgeordnete Welt des Hobbits auf den Kopf. Weil ihn selbst kurz die Abenteuerlust packt, sieht er sich plötzlich zum Meisterdieb ernannt: Er soll den Zwergen helfen, ihren vom Drachen Smaug gestohlenen Schatz wieder zurückzugewinnen. Als Bezahlung wird ihm ein Vierzehntel des Schatzes versprochen. Nicht nur, dass Abenteuer von Hobbits verabscheut werden: Der Berg Erebor, in dem der Drache mit dem gestohlenen Schatz lebt, befindet sich noch dazu in einem weit entfernten Land im Osten von Mittelerde. Trotz aller Zweifel und der später immer wiederkehrenden Reue bricht Bilbo gemeinsam mit den Zwergen und Gandalf nach Osten auf.
Die beschwerliche Reise führt durch unheimliche Landschaften und Gebirge, die von seltsamen Wesen unsicher gemacht werden. An einem Abend, als sie bei Einbruch der Dämmerung beschließen, Rast zu machen, bemerken sie, dass Gandalf nicht mehr bei ihnen ist. In einem kleinen Wäldchen fallen sie in die Hände von Trollen, die sie kurzerhand essen möchten. Doch diese geraten so lange in Streit über die richtige Art der Zubereitung, dass darüber die Morgensonne aufgeht und die Trolle zu Stein erstarren lässt. Schließlich findet die Reisegruppe die Höhle der Trolle, in der diese ihre Beute versteckt hatten. So kommt Bilbo zu seinem Elbenkurzschwert Stich (in der Übersetzung von Walter Scherf heißt es Stachel.)

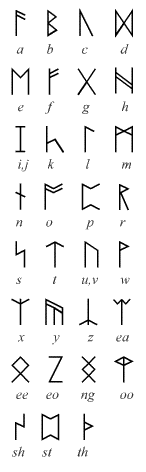
Von J. R. R. Tolkien im Hobbit verwendete Runen. k, oo und sh sind Erweiterungen des Runenalphabets durch ihn.

Die Gemeinschaft sucht nach diesem Erlebnis Bruchtal auf, an dem der Halbelb Elrond mit seinem Elbenvolk lebt. Dort erfahren sie von Elrond, dass sich auf der Karte Thorin Eichenschilds, die ihm sein Vater Thrain hinterlassen hat, eine geheime Inschrift befindet. Sie ist mit Mondrunen geschrieben und lässt sich nur im Mondlicht einer bestimmten Nacht lesen. So erfahren sie von einer Nebentür in der Flanke des Berges Erebor, durch die man unbemerkt in den Berg hinein gelangen kann.
Die Reisegesellschaft macht sich auf den Weg, um das Nebelgebirge zu überqueren. Sie finden eine Höhle, in der sie übernachten wollen. Dort werden sie jedoch von Orks überrascht und gefangen genommen. Der Zauberer Gandalf initiiert einen Fluchtversuch, bei dem Bilbo verloren geht und sich allein in dem Höhlensystem wiederfindet. Gandalf und die Zwerge entkommen den Orks.
In einem abgelegenen Gang findet Bilbo einen Ring und nimmt ihn an sich. Am Rande eines Sees inmitten des Berges trifft er auf Gollum, ein mysteriöses und listiges Geschöpf, das auf einer kleinen Insel in der Mitte des Sees lebt. Gollum, der den von Bilbo gefundenen Ring vorher besaß, hat dessen Verlust zu diesem Zeitpunkt noch gar nicht bemerkt. Gollum schlägt Bilbo ein Rätselspiel vor, bei dem er anbietet, Bilbo im Falle eines Sieges den Ausgang aus den unterirdischen Höhlen zu zeigen. Sollte Bilbo jedoch verlieren, hätte Gollum das Recht, ihn zu verspeisen. Bilbo gewinnt das Spiel, doch Gollum will sein Versprechen nicht halten, sondern Bilbo trotzdem töten. Unter einem Vorwand fährt er zur Insel zurück, um seinen Ring zu Hilfe zu holen. Erst jetzt bemerkt er den Verlust des Ringes – Bilbos letzte, eher zufällige Frage war: „Was hab ich da in meiner Tasche?“ Gollum paddelt zurück ans Ufer, Bilbo erkennt die Gefahr und flieht. Er stürzt, streift durch Zufall den Ring über den Finger und erkennt so dessen Eigenschaft, seinen Träger unsichtbar zu machen. Er verfolgt Gollum, der ihn verzweifelt sucht, und findet so einen Ausgang aus dem Höhlenlabyrinth.
Bilbo gelangt wieder nach draußen und findet nach kurzer Zeit zu den Zwergen und Gandalf zurück. Diese haben ihre gesamte Ausrüstung verloren. Bilbo berichtet von seinem Entkommen, behält das Geheimnis um den Ring und dessen Eigenschaften zunächst für sich und erwirbt sich so den Respekt seiner Gefährten für seine gelungene Flucht. Doch noch sind sie nicht in Sicherheit und müssen vor den Orks fliehen, die sie verfolgen und dabei von Wölfen unterstützt werden. So flüchten sich die Verfolgten auf hohe Kiefern, von wo aus sie durch Feuer heruntergeholt oder verbrannt werden sollen. Doch im letzten Augenblick werden sie durch große Adler gerettet.
Die Adler setzen die Geretteten auf einer Felseninsel im Fluss Anduin ab. Von hier aus führt Gandalf sie zu Beorn dem Pelzwandler (in der Verfilmung Hautwechsler genannt), der die Fähigkeit besitzt, sich in einen Bären zu verwandeln. Dort ruhen sie sich einige Tage aus, ehe sie von Beorn mit neuer Ausrüstung, Proviant und Ponys ausgestattet werden und ihren Weg fortsetzen. Sie gelangen zum Düsterwald (auch Nachtwald genannt). Von dort aus müssen sie ihren Weg zu Fuß und zudem noch ohne Gandalf fortsetzen, der etwas Dringendes zu erledigen hat.
Ohne Gandalfs Führung wandern Bilbo und die Zwerge den Waldweg entlang, bis ihnen am Ende die Vorräte ausgehen. Schließlich werden die Zwerge von Riesenspinnen gefangen, eingesponnen und beinahe gefressen. Bilbo gelingt es jedoch, die Spinnen abzulenken und die Zwerge zu befreien.
Verzweifelt und hungrig versucht die Reisegruppe, endlich einen Weg aus dem Wald hinauszufinden. Dabei stoßen sie auf Waldelben, ein scheues Volk, das in einer Höhlenfestung lebt. Als unerwünschte Eindringlinge werden die Zwerge gefangen genommen und eingekerkert. Immerhin werden sie jetzt wieder mit Nahrung versorgt. Bilbo kann sich mit Hilfe des Rings verstecken und befreit die Zwerge, indem er sie in leeren Vorratsfässern versteckt, die danach durch eine Luke in den Waldfluss gestoßen werden, um sie nach Seestadt (auch Esgaroth genannt) zu flößen. Auf diese Art verlassen sie den Nachtwald wieder.
Diese Art des Reisens behagt den Zwergen wenig und sie sind heilfroh, als Bilbo sie endlich wieder aus den Fässern befreit. In Seestadt wird ihnen unterdessen ein warmer Empfang bereitet, weil die Menschen dort an eine alte Prophezeiung glauben, nach der die Zwerge zurückkehren werden und damit der alte Glanz und Reichtum vergangener Tage neu erstrahlen wird.
Nach ihrem Aufenthalt bei den Menschen machen sie sich auf zum Berg Erebor. Die ehemalige Zwergensiedlung im Inneren des Berges wird jetzt vom Drachen Smaug als Wohnstätte genutzt. Doch wissen die Zwerge jetzt, dass es eine geheime Nebentür gibt, und sie beginnen, die Flanke des Berges danach abzusuchen. Durch die Geheimtür gelangen sie in den Berg hinein. Mit Hilfe des Ringes gelingt es Bilbo bei einer ersten Erkundung, dem Drachen aus dessen Hort einen goldenen Pokal zu entwenden. Daraufhin gerät der Drache in Wut und sucht nach dem unsichtbaren Eindringling. In seiner Wut zerschmettert er die Bergseite, an der die geheime Tür liegt, und fliegt nach Esgaroth, um die Stadt zu verwüsten, denn er vermutet, dass die Menschen aus Seestadt hinter dem Diebstahl stecken.
Weil der Ausgang zerstört ist, wagen sich Bilbo und die Zwerge hinunter in die Halle und stellen fest, dass Smaug nicht mehr dort ist. Sie durchsuchen die Halle und begutachten die Schätze, unter denen sich auch der berühmte Arkenstein befindet, ein Erbstück Thorin Eichenschilds. Zufällig gelangt dieses Juwel in Bilbos Hände, da Thorin ihm erlaubte, sich etwas von dem Schatz als Anteil auszusuchen. Erst später erfährt Bilbo, dass dieser Stein davon ausgenommen war.
Smaug wird in Esgaroth von dem Bogenschützen Bard, einem Nachfahren der alten Könige der zerstörten Stadt Thal, getötet. Dies gelingt nur, weil Bilbo zuvor die einzige verwundbare Stelle am Körper des Drachen gesehen hatte und Bard dies durch eine sprechende Drossel mitgeteilt wurde. In seinem Todeskampf verwüstet und zerstört Smaug die Stadt und stürzt in den See. Nun sind die Menschen aus Seestadt obdachlos und dringend auf Hilfe angewiesen. Daher bitten sie die Waldelben um Hilfe und machen sich auf den Weg zum Erebor, um die dortigen Schätze zu bergen. Sie nehmen an, dass die Zwerge von Smaug getötet wurden.
Währenddessen erfreuen sich Bilbo und die Zwerge am wiedergewonnenen Schatz. Nach dem Tode Smaugs und der Zerstörung Esgaroths kommen Elben aus dem Nachtwald, die den Menschen von Seestadt helfen wollen, indem sie die Bürger der Stadt vor die Tore der alten Zwergensiedlung bringen. Auch sie beanspruchen einen Teil des befreiten Schatzes, denn Smaug hatte ebenfalls Wertsachen aus Thal dort gehortet. Thorin jedoch verweigert ihnen jegliche Unterstützung.
Bilbo schleicht sich hinaus, um heimlich mit Bard und dem Elbenkönig zu verhandeln. Hierbei verwendet er den Arkenstein, denn er weiß, dass Thorin alles dafür geben würde, dieses Juwel zurückzubekommen. Kurze Zeit später taucht Gandalf wieder auf und versucht, Thorin zum Einlenken zu bewegen. Aber dieser ist durch den vermeintlichen Verrat Bilbos nur noch sturköpfiger als zuvor.
Die Zwerge rufen ihre Verwandten zu Hilfe, und bald stehen sich drei Heere am Erebor gegenüber: Elben und Menschen auf der einen Seite, die Zwerge auf der anderen. Aufgrund der Weigerung der Zwerge, den Schatz zu teilen, und wegen ihrer großen Abneigung gegen die Elben kommt es zur Schlacht. Doch kurz nach Beginn der ersten Kampfhandlungen nähert sich unerwartet ein riesiges Heer von Orks und macht aus den zuvor verfeindeten Parteien Verbündete in der Not. Unerwartet eilt Beorn zu Hilfe, und auch die Adler des Nebelgebirges erscheinen, und so gelingt es ihnen gemeinsam in der Schlacht der Fünf Heere, die Orks zu besiegen. Thorin Eichenschild, der Anführer der 13 Zwerge, sowie seine Neffen Fíli und Kíli kommen in der Schlacht ums Leben.
Bilbo tritt mit dem Zauberring und je einer Kiste Gold und Silber aus dem Schatz in Begleitung von Gandalf die Heimkehr an. Nach einem abschließenden Besuch von Bruchtal erreichen sie am Ende einer langen Rückreise endlich wieder das Auenland.
In Hobbingen angekommen, muss Bilbo feststellen, dass er inzwischen für tot erklärt wurde und man just an diesem Tag dabei ist, sein Hab und Gut zu versteigern. Dies kann Bilbo gerade noch verhindern. Er nimmt, zum Ärger seiner habgierigen Verwandten, der Sackheim-Beutlins, seine komfortable Höhle wieder in Besitz. Von den Hobbits wegen seiner Eskapade fortan misstrauisch beäugt, versucht Bilbo, zu seinem gemächlichen Leben zurückzukehren. Das bedeutet für ihn, sechs ausgiebige Mahlzeiten am Tag zu sich zu nehmen, seine Pfeife zu rauchen und außerdem seine Abenteuer in einem Buch niederzuschreiben.

## Einflüsse
Die Namen der Zwerge und Gandalfs sind einer Stelle in der altnordischen Völuspá entnommen, dem sogenannten Dvergatal, in dem eine Reihe von Zwergennamen aufgelistet werden. Einzelne Handlungs-Elemente (zum Beispiel der Dieb, der einen Becher aus einem Drachenhort stiehlt) stammen aus dem angelsächsischen Epos Beowulf.
Der Hobbit entstand vermutlich etwa gleichzeitig mit der Niederschrift der Erzählung Roverandom. Insbesondere in Tolkiens Zeichnungen zu den beiden Werken finden sich teils frappierende Übereinstimmungen.

## Übersetzungen
Das Buch wurde in über 60 Sprachen übersetzt.
Bereits 1938 verhandelte George Allen & Unwin mit dem Potsdamer Verlag Rütten & Loening über eine Übersetzung des Hobbit. Ein Vertrag kam jedoch nicht zustande, da Tolkien es ablehnte, den vom deutschen Verlag geforderten Ariernachweis zu liefern.
Im Deutschen gibt es zwei Übersetzungen des Buches: die ältere von Walter Scherf (1957; 1971 wiederum von Scherf umfassend überarbeitet) unter dem Titel Der kleine Hobbit (erscheint in den Ausgaben des dtv Verlags) und die neuere von Wolfgang Krege (1997) unter dem Titel Der Hobbit oder Hin und zurück (in den Ausgaben des Klett-Cotta Verlags).
Die neuere Übersetzung (Wolfgang Krege) folgt dem Text der dritten von Tolkien überarbeiteten Ausgabe aus dem Jahr 1966, gleicht viele Eigennamen, Formulierungen und den Erzählton an die deutsche Übersetzung des Herrn der Ringe von Margaret Carroux an und enthält – wenn auch teilweise gekürzt – die Gedichte und Lieder des Originals, von denen in der älteren deutschen Übersetzung von Scherf einige weggelassen wurden. Im Gegensatz zu seiner umstrittenen Neuübersetzung des Herrn der Ringe trifft Kreges Übersetzung des Hobbit auf mehr Zustimmung, wenn auch einige der dort kritisierten Mängel (das „Siezen“ der Charaktere, der „flapsige“ Umgangston) auch in seiner Hobbit-Fassung zu finden sind. Besonders einige der neu übersetzten Lieder gelten als nicht optimal in das Deutsche übertragen. So übersetzt er beispielsweise
„Old Tomnoddy, all big body, / Old Tomnoddy can’t spy me!“ mit

„Faule alte Wackelschlampe, / Brauchst du eine Taschenlampe?“
Aus Anlass des Anlaufens des ersten Teils der Hobbit-Filmreihe im Dezember 2012 brachte der Klett-Cotta Verlag in diesem Kalenderjahr auch neue Auflagen des Buches auf den Markt. Posthum – Wolfgang Krege war bereits 2005 verstorben – wurden einige von Mittelerde-Fans gerne kritisierte Übersetzungen wiederum den Filmen angeglichen: So heißen die Trolle aus Kapitel 2 wie schon im Original und in der Scherf-Übersetzung William („Bill“), Tom und Bert, wohingegen sie Krege in den bisherigen Ausgaben seiner Übersetzung Hucki, Toni und Berti genannt hatte. Auch wurden Kleinigkeiten wie die Taschenlampe in der oben zitierten Gedichtszeile korrigiert. Seit den Auflagen des Jahres 2012 ist diese eine „kleine Lampe“.

## Adaptionen
Die erste filmische Umsetzung war der 12-minütige, animierte Kurzfilm The Hobbit aus dem Jahr 1966 durch den US-amerikanischen Illustrator Gene Deitch, produziert von William L. Snyder. Snyder hatte die Filmrechte 1964 von Tolkien erworben und besaß diese bis 1966.
1977 verfilmten die Regisseure Jules Bass und Arthur Rankin jr. den Hobbit als Zeichentrickversion für das kanadische und japanische Fernsehen, unter dem Namen The Hobbit. Als Sprecher konnten unter anderen auch renommierte Filmschaffende wie John Huston als Gandalf und Otto Preminger als Elbenkönig gewonnen werden. Da dieser Film wie Das letzte Einhorn zusammen mit Tokyo Movie Shinsha produziert wurde, ähnelt er stilistisch sehr der Einhorn-Verfilmung.
1985 entstand eine sowjetische Realverfilmung für das Leningrader Fernsehen durch den Regisseur Wladimir Latischeff. In dem im sowjetischen Fernsehen gezeigten Film führt der Schauspieler Zinovi Gerdt als Erzähler durch die Geschichte.
Im Alpha Comic Verlag erschien Ende der 1980er Jahre die deutsche Übersetzung einer von David Wenzel gezeichneten Adaption als Graphic Novel mit einer Textbearbeitung von Charles Dixon. Sie erschien 2001 und 2012 erneut im Carlsen Verlag als Paperback und Hardcover-Ausgabe.
Im Jahr 2003 erschien die Parodie Der kleine Hobbnix des Literaturwissenschaftlers Adam Roberts.

### Peter Jacksons filmische Adaption
Die Veröffentlichung einer dreiteiligen, von Warner Bros. und MGM produzierten Realverfilmung des Hobbits fand in den Jahren 2012, 2013 und 2014 statt.
Bereits während der Dreharbeiten zur Herr-der-Ringe-Trilogie gab es Überlegungen dazu. Treibende Kraft hinter dem Projekt war Peter Jackson, der die Positionen des ausführenden Produzenten und des Regisseurs besetzte. Zusammen mit Philippa Boyens, Fran Walsh und Peter Jackson arbeitete Guillermo del Toro an den Drehbüchern, der zunächst Regie führen sollte. Wegen wiederholter Verschiebungen durch MGM gab er diesen Plan auf, um seine anderen Filmprojekte nicht zu gefährden, und Jackson übernahm.
Drehbeginn war am 21. März 2011 in Neuseeland. Einige der Darsteller, die schon in der Verfilmung des Herrn der Ringe mitgewirkt hatten, standen bereits früh als Schauspieler fest: Ian McKellen als Gandalf, Andy Serkis als Gollum und Hugo Weaving als Elrond. Weiterhin wurden Orlando Bloom als Legolas, Cate Blanchett als Galadriel, Elijah Wood als Frodo und Christopher Lee als Saruman wiederbesetzt. Erst im Oktober 2010 wurde bekannt, dass Martin Freeman die Hauptrolle des Bilbo Beutlin verkörpern werde; Thorin Eichenschild wird von Richard Armitage dargestellt. Wie Gollum wird der Drache Smaug per Motion Capture dargestellt; hierfür konnte Benedict Cumberbatch als Darsteller gewonnen werden.
In technischer Hinsicht wurden für den Film aktuelle Ideen wie 3D und eine erhöhte Bildfrequenz von 48 Bildern/Sekunde verwendet, das sogenannte High Frame Rate. Letzteres diente als Gegenmittel für Probleme, die bei sonst üblichen 24-Bilder/Sekunde-Aufnahmen auftreten, z. B. Bewegungsunschärfe durch längere Verschlusszeiten, zitternde Bilder oder der Wagenradeffekt.
Inhaltlich wurde die Geschichte Tolkiens an einigen Stellen angepasst und erheblich ausgeschmückt, um aus dem Kinderbuch von etwas unter 400 Seiten drei abendfüllende Spielfilme zu generieren, die auch Erwachsene zu fesseln vermögen. Die Geschichte des Hobbits ist weit weniger komplex als beispielsweise die des Herrn der Ringe. Um Unstimmigkeiten zwischen den Romanen auszuräumen, fügte Tolkien einige Anhänge mit Erklärungen an die Herr-der-Ringe-Trilogie an. Diese Anhänge dienten als Basis für einige Nebenschauplätze im Film.

### Videospiele
Das Textadventure The Hobbit erschien ab 1982 bei Addison-Wesley für 8-Bit-Heimcomputer wie Amstrad CPC, Apple II, BBC Micro, Commodore 64, Macintosh, MSX, Oric, PC Booter, und ZX Spectrum. 2003 veröffentlichte Sierra Entertainment das 3D-Adventure Der Hobbit für Xbox, Windows, PlayStation 2 und GameCube sowie eine Handheld-Fassung für Game Boy Advance. Nach der Neuverfilmung von Peter Jackson erschien 2014 Lego Der Hobbit bei Warner Bros. Interactive Entertainment für Windows, PlayStation 3, PlayStation 4, Xbox 360, Xbox One, Wii U und macOS sowie als Handheld-Fassung für Nintendo 3DS und PlayStation Vita.

### Hörspielversion und Hörbuch
1980 entstand im Auftrag des WDR unter der Regie von Heinz Dieter Köhler eine Hörspielversion mit viereinhalb Stunden Länge. Sprecher waren unter anderen Martin Benrath als Erzähler, Horst Bollmann als Bilbo, Bernhard Minetti als Gandalf und Jürgen von Manger als Gollum.
Im März 2008 erschien das Hörbuch Der Hobbit in der Übersetzung von Wolfgang Krege als ungekürzte Lesung von Gert Heidenreich im Hörverlag.
Als Hörspielversion
- J. R. R. Tolkien: Der Hobbit. (WDR-Produktion aus dem Jahr 1980, neu erschienen beim DHV). der Hörverlag, München 2002, ISBN 3-89584-918-9. (270 Min. Sprecher: Martin Benrath, Horst Bollmann, Bernhard Minetti u. a. Regie: Heinz D. Köhler, in deutscher Sprache.)
- J. R. R. Tolkien: Der Hobbit. (WDR-Produktion aus dem Jahr 1980, Nostalgieauflage auf Vinyl-Schallplatten). Der HörVerlag, München 2013, ISBN 978-3-8445-1218-2.[26]

als Hörbuch
- J. R. R. Tolkien: Der Hobbit. DHV Der HörVerlag, München 2009, ISBN 978-3-86717-443-5. (654 Min. Vollständige Lesung. Gelesen v. Gert Heidenreich, in deutscher Sprache. Ausgezeichnet mit dem Hörkules 2010.)